# Раклет

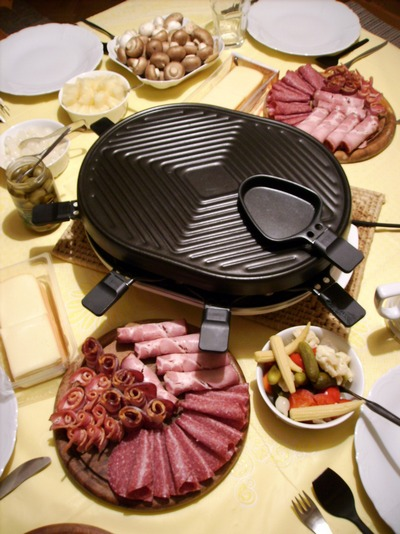
Раклетниця

Ракле́т (фр. raclette; від racler — «шкребти») — швейцарська національна страва, яка, як і фондю, готується з розплавленого жирного сиру. Використовуваний для раклету сир часто носить однойменну назву.
Перші згадки про страву містяться в монастирських рукописах кантонів Обвальден і Нідвальден, що розповідають про живильний «смажений сир», який готують пастухи в Альпах в Вале. Пастухи клали головку сиру близько до вогню і зішкрібали повільно плавлений сир. Сучасний раклет сервірується з картоплею, маринованими огірками, мостардою, різними видами шинки. Існує безліч сортів сиру для раклету, який випускається з часником, червоним перцем або з козячого молока. Сучасний раклет готується в спеціальній настільній грубці — раклетниці, для зшкрібання готового раклету існує спеціальна лопаточка — раклетний ніж.